# حزقيال كروز
حزقيال كروز (بالإسبانية: Juan Cruz)‏ هو كاتب سيناريو ومخرج إسباني، ولد في 9 يونيو عام 1966، في برشلونة في إسبانيا.

## وصلات خارجية
- خوان كروز على موقع IMDb (الإنجليزية)
- خوان كروز على موقع ألو سيني (الفرنسية)
- خوان كروز على موقع تيرنر كلاسيك موفيز (الإنجليزية)
- خوان كروز على موقع أول موفي (الإنجليزية)
- خوان كروز على موقع قاعدة بيانات الفيلم (الإنجليزية)
- خوان كروز على موقع كينوبويسك (الروسية)